# Тэмпа
Тэмпа (укр. Темпа) — гора в западной части массива Свидовец (Украинские Карпаты, в рамках Тячевского района Закарпатской области). Высота — 1634,2 м. Гора Тэмпа состоит из песчаников, есть слои известняков. До высоты 1400 м — хвойные и буковые леса, криволесье, выше — полонины.
С северо-востока к горе прилегает небольшой хребет под названием Бедевляска, с юго-запада — хребет Шанта. Восточнее Тэмпы расположена гора Большая Куртяска (1621 м), на северо-западе — горы Шпанская (1458 м), Стоги (1336 м). Через Тэмпу проходит популярный туристический маршрут «Вершины Свидовец» — от посёлка Ясиня до посёлка Усть-Чорна (или в обратном направлении).
Ближайшие населённые пункты: село Усть-Чорна, село Красная.